# 푸켓 (영화)
푸켓(Phuket)은 2009년에 개봉한 태국의 단편 영화이다.

## 정보
- 제목: 푸켓
- 개봉: 2009년 부산국제영화제
- 감독: 아딧야 아사랏

## 출연
배우: 임수정, 소라풍 찻리

## 비고
푸켓은 한국 배우 임수정과 태국 영화계의 다크호스 아딧야 아사랏(Aditya Assarat) 감독, 태국 국민배우 소라풍 찻리(sorapong chatree)가 호흡을 맞춘 작품이다. 한국 배우 진과 태국 호텔 리무진 기사 퐁의 우정을 그린 작품으로 임수정은 스포트라이트를 받는 한국 배우 진  역할을 맡았다.
임수정은 태국 영화에 출연한 것을 계기로 태국 대사관으로부터 감사패를 수여받았다. 그는 "2주 정도로 짧은 촬영이었지만 즐겁고 행복한 작업이었다"며 "기억에 오래 남는 특별한 영화가 될 것"이라고 화답했다.
이 영화는 비상업 영화이지만, 임수정 팬들에게 좋은 평가를 받았다. 2009년 10월 부산국제영화제에서 개봉하였다.